# Затока Петра Великого
Затока Петра Великого (рос. Зали́в Петра́ Вели́кого) — найбільша затока Японського моря біля берегів Приморського краю Росії.
Довжина 80 км, ширина близько 200 км. Береги затоки сильно порізані й утворюють внутрішні затоки: Амурську, Уссурійську, Посьєта, Стрілець, Восток.
На березі Амурської затоки знаходиться Владивосток.
Острови: Російський, Попова, Рейнеке, Рікорда, Фуругельма, Аскольд, Путятина, архіпелаг Римського-Корсакова.
Взимку значна частина затоки замерзає.
У 1860—1863 узбережжя затоки до російсько-корейського кордону, а також острови Аскольд, Путятина і 25 дрібніших, наніс на карту військовий гідрограф Василь Михайлович Бабкін.
Щорічно в затоці проводиться регата, яка носить назву Кубок затоки Петра Великого (КЗПВ).